# El Pla del Monjo
el Pla del Monjo és un mas catalogat a l'Inventari del Patrimoni Arquitectònic de Catalunya al barri o veïnat de la Ribera de Castell de l'Areny (Berguedà). Masia de planta rectangular coberta a dues aigües amb embigat de fusta i teula àrab amb el carener paral·lel a la façana, orientada a migdia. És una masia de reduïdes dimensions, de planta baixa i dos pisos i obertures la major part d'arc escarser. Els arcs estan fets de maó però la resta del parament és de carreus de pedra sense escairar i units amb morter. La masia del Pla del Monjo fou construïda al s. XVII, en una època de fort creixement demogràfic de les zones de muntanya. Està situada dins del terme municipal de Sant Vicenç de Castellar del Riu, formava part de la jurisdicció civil i criminal del baró de la Portella.